# Liste der Monuments historiques in Vulaines
Die Liste der Monuments historiques in Vulaines führt die Monuments historiques in der französischen Gemeinde Vulaines auf.

## Liste der Objekte
| Bezeichnung                                      | Beschreibung                                                   | Standort                               | Kennzeichnung | Schutzstatus | Datum | Bild |
| ------------------------------------------------ | -------------------------------------------------------------- | -------------------------------------- | ------------- | ------------ | ----- | ---- |
| Skulptur einer Heiligen                          | Kalkstein, Farbfassung übertüncht, Anfang des 16. Jahrhunderts | in der Kirche St-Antoine (Lage)        | PM10003426    | Classé       | 1913  |      |
| Zwei Skulpturen: Madonna und Johannes Evangelist | aus einer Kreuzigungsgruppe; Holz, übertüncht, um 1600         | in der Kirche St-Antoine (Lage)        | PM10002992    | Classé       | 1913  |      |
| Grabstein für Jacqueline de Villeneuve           | Kalkstein, bezeichnet 1291; Verbleib unbekannt                 | in der Kirche St-Antoine (Lage)        | PM10002989    | Classé       | 1908  |      |
| Grabstein für Pierre Leclerc                     | Kalkstein, 13. Jahrhundert; Verbleib unbekannt                 | außen an der Kirche St-Antoine (Lage)  | PM10002988    | Classé       | 1908  |      |
| Grabstein für die Mutter von Jehan Leclerc       | Kalkstein, 13. Jahrhundert; Verbleib unbekannt                 | außen bei der Kirche St-Antoine (Lage) | PM10002990    | Classé       | 1908  |      |
| Skulptur Madonna mit Kind                        | Holz, übertüncht, 17. Jahrhundert                              | in der Kirche St-Antoine (Lage)        | PM10002993    | Classé       | 1913  |      |
| Skulptur Heiliger Antonius                       | Kalkstein, übertüncht, Anfang des 16. Jahrhunderts             | in der Kirche St-Antoine (Lage)        | PM10002991    | Classé       | 1913  |      |